# Cesone Quinzio
Il figlio di Cincinnato è un personaggio della storia romana legato alla vicenda del padre, un alto componente della Curia ed esponente di una gens (la gens Quinctia) tanto potente nella Roma dell'epoca da fornire anche dei consoli, che si era ritrovato in così gravi ristrettezze economiche da essersi trasferito oltre il Tevere ed arare personalmente. Nonostante ciò il Senato di Roma, quando si ritrovò con un esercito e un console assediati sul Monte Algido, cercò proprio lui e gli affidò la difesa dell'Urbe. 

## Lex Terentilia
Bisogna partire dal 462 a.C. quando Roma, dopo una serie particolarmente densa di vittoriose battaglie con i vicini, entrò in un periodo di pace esterna. E subito si trasformò in violenti contrasti politici fra i diritti dei patrizi e quelli dei plebei; (ricordiamo che le leggi non erano ancora state codificate nelle famose Leggi delle XII tavole). Il tribuno della plebe Gaio Terentilio Arsa presentò la sua legge (Lex Terentilia per molti anni poi discussa e mai approvata) che proponeva un comitato di cinque cittadini per stendere le norme che vincolavano il potere dei consoli, allora praticamente senza limiti. Il pretore Quinto Fabio con discorsi nel Foro e cavillando sull'assenza dei consoli riuscì a fermare la discussione, poi tornò il console Lucio Lucrezio Tricipitino, che con Tito Veturio Gemino Cicurino era sceso in campo contro i Volsci e gli Equi. Lucrezio riportò a Roma un abbondante bottino e la plebe gli attribuì il trionfo (a Veturio solo l'ovazione). Della Lex Terentilia, per quell'anno, non si parlò più.
 
Il successivo 461 a.C., con consoli Publio Volumnio Amintino Gallo e Servio Sulpicio Camerino Cornuto tutti i tribuni ripresentarono la Lex Terentilia. Ma ancora una volta giunse la voce che Volsci ed Equi facendo base ad Anzio avessero ripreso le armi. I consoli indissero la consueta leva militare e, di conseguenza, fu sospesa la discussione legislativa. I tribuni della plebe sbraitavano che questa era una mossa dei patrizi per fermare la discussione della legge, che i nemici erano appena stati pesantemente sconfitti e certo non volevano ricominciare le ostilità, vararono una generale renitenza alla leva difendendo quelli che su indicazione nominativa dei consoli, venivano afferrati dai littori. L'agone interno di Roma divenne rapidamente rovente.

## Cæso Quinctius
Tito Livio, lo storico padovano del I secolo così ce lo presenta:
(Tito Livio, Ab Urbe condita libri, III, 11., Newton Compton, Roma, trad.: G.D. Mazzocato)
I tribuni della plebe non erano certo dei "chierichetti" ma ben presto quasi tutti furono ridotti al silenzio. A contrattaccare fu l'ultimo rimasto.

## Aulo Virginio
Aulo Virginio mise Cesone sotto processo per capitis; omicidio. Nessun imprigionamento per Cesone; il giovane Quinzio fu lasciato libero di peggiorare la sua situazione. L'accusa lo fece diventare ancora più veemente nelle sue resistenze alla lex Terentilia. Virginio ogni tanto ripresentava la stessa legge, non tanto perché fosse approvata ma per dare esca alle reazioni di Cesone Quinzio che sembrava aver dichiarato guerra a tutta la plebe. Virginio aveva così facile agio nel sobillare poi i plebei, generando una vera e propria escalation di azioni violente e votazioni contrastate. 

Secondo Livio, questo era una delle argomentazioni di Virginio:
(Ibid., III, 11.)
e Livio continua: Adsentiebantur multi... molti assentivano.

## Processo
Nell'avvicinarsi del giorno del processo Cesone cominciò a capire che, se fosse stato condannato sarebbe stata in gioco la sua libertà e che era giunto il momento di cambiare politica. Iniziò la ricerca di alleati e "cum multa indignitate prensabat singulos"; cioè "mortificandosi andava in giro a raccomandarsi". E non gli mancavano né gli alleati né supporti oggettivi.
(Tito Livio, ''Ibid., III, 12)
Il padre, Lucio Quinzio detto Cincinnato (riccioluto) chiedeva semplicemente comprensione per gli errori giovanili e un perdono basato sul fatto che lui Lucio Quinzio non aveva mai fatto male ad alcuno. I risultati furono poco incoraggianti e molti dei bastonati promettevano un giudizio poco clemente. 
 
Come si nota, nessuna accusa e nessuna difesa per l'omicidio. A Roma si parlava d'altro. Quello che contava era la popolarità personale e la potenza politica della famiglia.

## Marco Volscio Fittore
Era stato tribuno della plebe qualche anno prima. E testimoniava che durante la peste, un gruppo di giovani vagabondava per la Suburra con intenzioni poco raccomandabili. Era nata una rissa e il fratello di Marco Volscio, colpito da un pugno di Cesone, era caduto ed era stato portato a braccia a casa sua dove era morto. Marco Volscio era convinto che fosse morto per il colpo subito ma non era stato possibile ottenere giustizia dai consoli degli anni precedenti.
(Ibid., III, 13.)
Tito Quinzio dichiara che essendo ancora non condannato non si poteva imprigionare Cesone. Il tribuno per contro lo vuole imprigionare con la scusa di evitare che si sottragga al processo con la fuga. 

(Ibid., III, 13.)

## Cauzione
Per fissare l'importo della cauzione si dovette ricorrere al Senato e fino a quando non si fosse deliberato Cesone Quinzio doveva essere tenuto nel Foro. Fu deliberato che Cesone dovesse essere garantito da dieci mallevadori che versassero ognuno una cauzione di tremila assi. A quanto scrive Livio, questo fu il primo caso di malleveria fornita, al pubblico erario di Roma, da un imputato in un processo. A Cesone fu concesso di allontanarsi dal Foro. 
Durante la notte andò esule in Etruria.
Il giorno del processo Cesone non si presentò e fu giustificato in quanto esule volontario. Ma la vendetta dei tribuni della plebe non mancò di colpire:
(Ibid., III, 13.)
E in quel tugurio, solo pochi mesi dopo, i senatori di Roma trovarono Cincinnato e la moglie quando dovettero nominare un dittatore, qualcuno di così bravo ed integro da sconfiggere i nemici della città ed evitare di vendicarsi. 